# Мосі-оа-Тунья (національний парк)

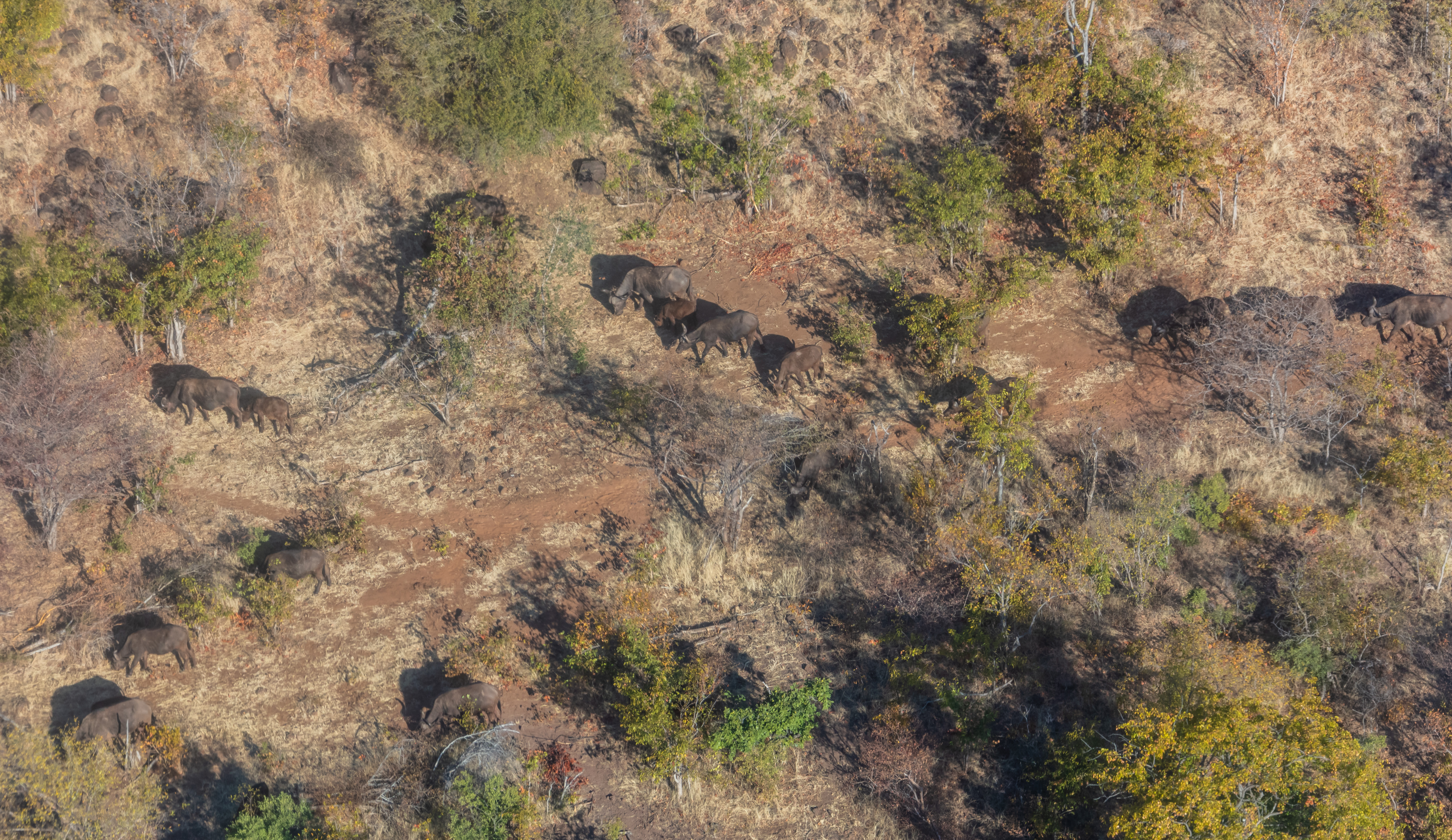
Вид з висоти пташиного польоту на парк зі стадом буйволів

Національний парк Мосі-оа-Тунья є об'єктом Всесвітньої спадщини ЮНЕСКО, де розташована половина водоспаду Мосі-оа-Тунья — «диму, що гримить», відомого в усьому світі як водоспад Вікторія — на річці Замбезі. Річка утворює кордон між Замбією та Зімбабве, тому водоспад є спільним для двох країн, а парк є близнюком Національного парку Водоспад Вікторія на стороні Зімбабве. Обидва парки покликані захистити водоспад та унікальну флору і фауна навколо нього.
Назва «Mosi-oa-Tunya» походить від мови лозі (місцевого народу), і тепер ця назва використовується по всій Замбії та в деяких частинах Зімбабве.
Національний парк Мосі-оа-Тунья охоплює 66 km2 від ущелини Сонгве нижче водоспаду вздовж приблизно 20 км берега річки Замбія. Він утворює південно-західну межу міста Лівінгстон і має дві основні частини, кожна з яких має окремі входи: парк дикої природи на його північно-західному кінці та територію, прилеглу до самого водоспаду Вікторія. Під час сезону дощів водоспад утворює найбільшу завісу падаючої води у світі.

## Секція дикої природи парку
Парк дикої природи включає високий річковий ліс із пальмами, лісу міомбо та луків з великою кількістю птахів і тварин, включаючи ангольського жирафа, зебру Берчелла, бородавочника, шаблерогу антилопу, африканського буйвола, імпалу та інших антилоп. Починаючи з 2000 року, через посухи поголів'я тварин суттєво скоротилося.
Зараз у парку є десять південних білих носорогів, включаючи дитинчат. Вони не є корінними жителями Замбії; їх було завезено з Південної Африки (автохтонний чорний носорог був винищений, хоча зараз існує пілотний проєкт з повернення його в Національний парк Північна Луангва). Повернення носорогів до Національного парку Мосі-оа-Тунья не було легким. Спочатку до парку привезли два носороги. Але одного застрелили браконьєри неподалік від воріт і вирвали його ріг; інший отримав серйозні кульові поранення, але вижив і все ще живе в парку під цілодобовим наглядом. До 2009 року число носорогів було збільшено до п'яти тварин, з планами запровадження нових тварин з часом. Станом на 2022 рік у парку було 10 білих носорогів.
Африканських слонів часто можна побачити в парку, коли вони перетинають річку в сухий сезон зі сторони Зімбабве. З берега річки видно бегемота і крокодила. Мавпи верветки та павіани є звичайними в парку, оскільки вони знаходяться в решті національного парку поза зоною дикої природи. Станом на січень 2009 року комерційна компанія Lion Encounter, що спеціалізується на дикій природі, проводила в парку «прогулянки з левами» з подальшими планами розпочати програму розведення левів у лісовій частині парку Дамбва, яка незабаром буде розширена.
У парку дикої природи знаходиться Старе кладовище, де були поховані перші європейські поселенці. Вони розбили табір біля річки, але продовжували піддаватися дивній і смертельній хворобі. У цій невиліковній хворобі вони звинувачували жовто-зеленокорі «лихоманкові дерева», а причиною їх смерті завжди був малярійний комар. Невдовзі громада перебралася на висоту, і з'явилося місто Лівінгстон.

## Секція Водоспаду
Водоспадна частина національного парку включає тропічний ліс, який підтримується вологою від бризків водоспаду. Він містить рідкісні рослини, такі як стручкове червоне дерево, чорне дерево, пальма слонової кістки, дика фінікова пальма та ряд повзучих рослин і ліан. Маленькі антилопи та бородавочники мешкають у цій місцевості, їх також можна побачити на стежках через річковий ліс, що ведуть до водоспаду.
У листопаді 2005 року в парку була встановлена нова статуя дослідника Девіда Лівінгстона (оригінальна і більш відома статуя Лівінгстона знаходиться на зімбабвійській стороні). Також на острові Лівінгстон була відкрита меморіальна дошка, щоб позначити місце, з якого Лівінгстон споглядав водоспад. Він був першим європейцем, який побачив водоспад, саме він дав йому назву водоспад Вікторія, на честь королеви Великої Британії.
У 1960-х роках у цій місцевості був побудований Міст, щоб можна було пішки дістатися до скель, звідки відкривається вид на водоспад. Крута стежка також спускається до Киплячого котла, звідки відкривається вид на Другу ущелину та міст на водоспад Вікторія.
У районі безпосередньо перед впаданням річки у водоспад Вікторія є невелика незабудована ділянка парку, яка наразі є єдиним місцем на березі річки, куди можна потрапити без квитка. Для слонів це важливе місце для перетину річки.
До вершин глибоких ущелин під водоспадом можна дістатися по дорозі та пішохідним доріжкам через парк. Це хороші місця, щоб побачити кліпсрингерів, безкігтевих видр і 35 видів хижих птахів, таких як сокіл Таїта, орел Верро, сапсан і канюк-авгур, які там розмножуються.